# Saint-Bonnet-l'Enfantier
Saint-Bonnet-l'Enfantier är en kommun i departementet Corrèze i regionen Nouvelle-Aquitaine i de centrala delarna av Frankrike. Kommunen ligger  i kantonen Vigeois som tillhör arrondissementet Brive-la-Gaillarde. År 2022 hade Saint-Bonnet-l'Enfantier 413 invånare.

## Befolkningsutveckling
Antalet invånare i kommunen Saint-Bonnet-l'Enfantier
Referens:INSEE